# Panamerikanische Spiele 2023/Gewichtheben
Bei den Panamerikanischen Spielen 2023 in der chilenischen Hauptstadt Santiago de Chile fanden vom 21. bis 24. Oktober 2023 im Gewichtheben zehn Wettbewerbe statt, davon je fünf bei den Männern und bei den Frauen. Austragungsort war das Gimnasio Chimkowe.

## Bilanz

### Medaillenspiegel
| Platz  | Land                    | Gold | Silber | Bronze | Gesamt |
| ------ | ----------------------- | ---- | ------ | ------ | ------ |
| 1      | Kolumbien               | 3    | 3      | —      | 6      |
| 2      | Venezuela               | 2    | 1      | 2      | 5      |
| 3      | Vereinigte Staaten      | 2    | 1      | 1      | 4      |
| 4      | Dominikanische Republik | 1    | 1      | 2      | 4      |
| 5      | Ecuador                 | 1    | 1      | 1      | 3      |
| 5      | Kuba                    | 1    | 1      | 1      | 3      |
| 7      | Mexiko                  | —    | 1      | 1      | 2      |
| 8      | Kanada                  | —    | 1      | —      | 1      |
| 9      | Brasilien               | —    | —      | 1      | 1      |
| 9      | Peru                    | —    | —      | 1      | 1      |
| Gesamt | Gesamt                  | 10   | 10     | 10     | 30     |

### Medaillengewinner
Männer
| Disziplin   | Gold                | Silber               | Bronze          |
| ----------- | ------------------- | -------------------- | --------------- |
| Bis 61 kg   | Arley Calderón      | Víctor Güemez        | Luis Bardalez   |
| Bis 73 kg   | Julio Mayora        | Luis Javier Mosquera | Jorge Cárdenas  |
| Bis 89 kg   | Keydomar Vallenilla | Yeison López         | Olfides Sáez    |
| Bis 102 kg  | Jhonatan Rivas      | Juan Carlos Zaldívar | Jhohan Sanguino |
| Über 102 kg | Rafael Cerro        | Keiser Witte         | Dixon Arroyo    |

Frauen
| Disziplin  | Gold                | Silber            | Bronze           |
| ---------- | ------------------- | ----------------- | ---------------- |
| Bis 49 kg  | Dahiana Ortiz       | Katherin Echandia | Beatriz Pirón    |
| Bis 59 kg  | Yenny Álvarez       | Maude Charron     | Anyelin Venegas  |
| Bis 71 kg  | Angie Palacios      | Mari Sánchez      | Meredith Alwine  |
| Bis 81 kg  | Olivia Reeves       | Yudelina Mejía    | Laura Amaro      |
| Über 81 kg | Mary Theisen-Lappen | Lisseth Ayoví     | Crismery Santana |